# Prunum pinerum
Prunum pinerum is een slakkensoort uit de familie van de Marginellidae. De wetenschappelijke naam van de soort is voor het eerst geldig gepubliceerd in 1977 door Sarasúa & Espinosa.